# Tanz der Teufel II – Jetzt wird noch mehr getanzt
Tanz der Teufel II – Jetzt wird noch mehr getanzt (Originaltitel: Evil Dead II: Dead by Dawn) ist eine US-amerikanische Horror-/Splatterkomödie des Regisseurs Sam Raimi.
Der 1987 erschienene Film ist die Fortsetzung des Horrorfilms Tanz der Teufel mit Bruce Campbell in der Hauptrolle des Ash. Die Handlung ähnelt über weite Strecken der des ersten Teils, da der Film jedoch weniger übertriebene Gewaltdarstellungen und einige slapstickhafte, offensichtlich von den Three Stooges beeinflusste Darbietungen von Bruce Campbell enthält, wirkt er für ein breites Publikum verträglicher.
Der mit einem Budget von 3,5 Millionen US-Dollar im Vergleich zum Vorgänger zehnmal so teure Film genießt unter Fans Kultstatus. Dies gilt insbesondere für die Hauptfigur, Ash, den zähen, maskulinen und wortgewandten Helden des Films, mit seinen unterhaltsam-pointierten Sprüchen und Einzeilern (zum Beispiel Groovy!, Who’s laughing now?! und Swallow this!).
Das Geschehen des Films wird in Armee der Finsternis, dem dritten Teil der Reihe, weitergeführt.

## Handlung
Rückblende: Ash macht nur mit seiner Freundin Linda Urlaub in einer abgelegenen Waldhütte. Er findet ein mysteriöses Buch, bei dem es sich um das seit 1300 verschollene Totenbuch Necronomicon Ex-Mortis handelt, und ein Tonbandgerät. Auf diesem ist ein Professor zu hören, der beginnt, Passagen des Buches zu zitieren. Dies erweckt dämonische Kräfte im umliegenden Wald, die durch ein geschlossenes Fenster in die Hütte einbrechen und Linda in den Wald verschleppen. Ash folgt ihr und wird von der nun besessenen Linda angefallen. Ash schlägt ihr mit einer Schaufel den Kopf ab und begräbt sie. Am nächsten Morgen greift auch ihn die übernatürliche Kraft aus dem Wald an.
Von diesem Moment an, in dem der erste Film zum Ende kam, wird nun die Geschichte weitererzählt. Ash wird durch den Wald geschleudert und landet in einer Pfütze. Als er wieder auftaucht, ist er für einen kurzen Augenblick besessen. Als jedoch die Sonne aufgeht, verwandelt er sich wieder zurück. Ash versucht mit dem Auto zu fliehen, doch die einzige Brücke, die zu dem entlegenen Platz führt, ist zerstört. Deshalb sieht sich Ash dazu gezwungen, eine weitere unheimliche Nacht in der Hütte zu verbringen. Als Ash in einem Schaukelstuhl sitzend zur Ruhe kommt, beginnt in einem Nebenzimmer ein altes Klavier geisterhaft zu spielen. Durch ein Fenster späht Ash mit angsterfüllten Augen in den dunklen Wald, wo der nackte wiederauferstandene Körper seiner verfluchten Freundin, die sich aus ihrem erdigen Grab befreien konnte, einen grotesken Tanz aufführt und sich ihren abgetrennten Kopf aufsetzt. Der Körper und der abgetrennte Kopf von Linda, die nun unabhängig voneinander agieren, unternehmen anschließend den Versuch, Ash zu töten. In einem Werkzeugschuppen kann Ash sie jedoch mithilfe einer Kettensäge endgültig vernichten. Zwischendurch wird Ash von seinem eigenen Spiegelbild angegriffen, als er in den Wandspiegel blickt. Nachdem ihm der Dämonenkopf seiner Freundin mit spitzen Fangzähnen in die rechte Hand gebissen hat, beginnt seine Hand, ein boshaftes Eigenleben zu entwickeln, weshalb sich Ash schließlich notgedrungen mit der Kettensäge die eigene Hand abtrennt. Diese krabbelt anschließend davon und versteckt sich in einem Rattenloch in der Wand, wo sie aber von Ash mit einer Schrotflinte getroffen wird.
Währenddessen machen sich Annie Knowby, die Tochter des Professors, und ihr Freund Ed ebenfalls auf den Weg zur Hütte, in der Erwartung, zusammen mit ihrem Vater die Forschungen an dem Buch fortzusetzen. Sie haben weitere Seiten des Buches dabei, die erst jetzt gefunden worden sind. An der zerstörten Brücke treffen sie auf den Straßenarbeiter Jake und seine Freundin Bobby Joe, die sie auf einen Pfad zu dem Haus führen. Die Neuankömmlinge glauben, als sie das Blut und die Zerstörung sehen, dass Ash den Professor und seine Frau getötet hat, und werfen ihn nach einer Schlägerei durch die Bodenluke in den Keller und verschließen diese. Sie finden das Tonband und hören es sich an. Professor Knowby erzählt, dass seine Frau Henrietta besessen wurde und ihn angegriffen hat und er sie darauf töten und im Keller begraben musste. In diesem stößt nun Ash auf Henrietta, die ihn angreift. Die anderen befreien ihn und verschließen die Luke wieder, damit Henrietta nicht aus dem Keller gelangen kann.
Von nun an arbeiten die fünf Personen zusammen. Ed wird als nächster von der dämonischen Kraft befallen und von Ash in einer Gewaltorgie, in der grünes Blut durch die Hütte spritzt, mit einer Axt getötet. Der Pfad, der einzige Fluchtweg, ist inzwischen verschwunden. Der Gruppe erscheint der Geist des Professors, der ihnen sagt, sie sollen eine Passage des Buches zitieren, um seine Seele und ihre Leben zu retten. Sie schauen sich die entsprechenden Seiten an und finden zwei Zaubersprüche. Der erste verwandelt das Böse in etwas Lebendiges und der zweite öffnet ein Portal, durch das das Böse zurück zu seinem Ursprung geschickt wird. Außerdem entdecken sie auf den Seiten eine Geschichte aus dem Mittelalter, in der von einem Erlöser erzählt wird, der damals gegen das Böse kämpfte.
Von den schrecklichen Ereignissen überfordert, rennt das Mädchen Bobby Joe flüchtend in den dunklen, vernebelten Wald, wo sich jedoch die Äste eines alten Baumes um die junge Frau schlingen und sie in Windeseile quer durch den Wald zerren, ein ähnliches Schicksal, wie es im ersten Teil von Tanz der Teufel das Mädchen Cheryl Williams ereilte. Jake wirft, da er nicht daran glaubt, die rettenden Seiten des Buches in den Keller, und zwingt Ash und Annie mit Waffengewalt, stattdessen mit ihm zusammen nach seiner Freundin zu suchen. Draußen im Wald wird Ash besessen und attackiert Jake. Annie flüchtet zurück ins Haus. Als dort jemand versucht, zur Tür einzudringen, rammt sie ihm einen damals gemeinsam mit dem Buch gefundenen Dolch in die Brust, der beim Tonbandgerät lag, und erkennt erst dann, dass es sich nicht um Ash, sondern um Jake handelt. Sie zieht den schwer Verletzten in das Wohnzimmer, wo er von Henrietta durch die Kellerluke hinuntergezogen und getötet wird. Der besessene Ash dringt in das Haus ein und greift Annie an. Als er auf dem Boden jedoch die Halskette seiner toten Freundin findet, wird er durch seine Trauer wieder in einen normalen Menschen zurückverwandelt.
Ash montiert die Kettensäge an seinen rechten Armstumpf und begibt sich, zusätzlich mit der Schrotflinte bewaffnet, in den Keller. Ihm gelingt es, dort die Seiten zu finden und Henrietta zu töten. Annie beginnt, aus dem Buch zu zitieren. Der erste Teil lässt das Böse zu Fleisch werden, woraufhin ein riesiges Baum-Monster das Haus angreift. Ashs abgetrennte rechte Hand taucht wieder auf und rammt Annie den Dolch in den Rücken. Im Sterben liegend kann sie auch noch den zweiten Teil rezitieren. Eine Art Wurmloch öffnet sich, und das Böse, aber auch Ash sowie der vor dem Haus stehende Wagen werden hindurchgezogen.
Beide landen in einem Ödland bei Tageslicht und finden sich plötzlich von Rittern einer nahen Burg umzingelt. Sie wollen ihn gerade töten, als ein geflügelter Dämon angreift. Ash erschießt ihn mit seiner Schrotflinte und wird daraufhin von den Rittern als Befreier von dem Bösen gefeiert. Verzweifelt erkennt er, dass aus ihm der Erlöser geworden ist, von dem das Buch berichtete.

## Hintergrund

### Dreharbeiten
Die Dreharbeiten, die sich von Mai bis September 1986 erstreckten, fanden in Wadesboro, North Carolina, in den Blue Ridge Mountains in North Carolina, in South Carolina und in Detroit statt. Im darauffolgenden Dezember trugen sich ergänzende Aufnahmen im Bundesstaat Michigan zu. Die Kulissen für die Innenaufnahmen in der Hütte wurden in der Sporthalle einer High School aufgebaut. Dabei standen die oberen Räume der Hütte auf Pfählen, um ein Erdgeschoss mit Untergeschoss zu bilden. Während der Dreharbeiten herrschte eine hohe Temperatur in der Sporthalle. Die Außenaufnahmen im dunklen Wald ereigneten sich auf einem Gelände, auf dem auch das Filmdrama Die Farbe Lila von Regisseur Steven Spielberg von 1985 gedreht worden war.
Aus rechtlichen Gründen, da die Rechte am ersten Horrorfilm Tanz der Teufel bei der Produktionsfirma New Line Cinema liegen, durfte Regisseur Sam Raimi keine Filmszenen aus dem ersten Teil von Tanz der Teufel verwenden, deshalb mussten für die knapp achtminütige Einleitung von Tanz der Teufel 2 jene Szenen, die das bisher Geschehene der Handlung kurz zusammenfassen, neu gedreht werden. Im Gegensatz zum ersten Teil wird die Rolle des Mädchens Linda nicht von Betsy Baker, sondern von der Schauspielerin Denise Bixler gespielt. Außerdem unterscheidet sich die geraffte Zusammenfassung zu Beginn von Tanz der Teufel 2 von der tatsächlichen Handlung im ersten Film inhaltlich etwas.
Für die Veröffentlichung des Films wurde eigens die Vertriebsgesellschaft Rosebud Releasing Corporation gegründet, die nur einen Film herausbrachte, nämlich Tanz der Teufel 2. Zu Beginn des Horrorfilms erscheint das Logo des Unternehmens, eine zart gelbe Rose, die sich langsam öffnet, vor einem hellblauen Himmel mit weißen Wolken, dem damaligen animierten Logo der Produktionsgesellschaft Warner Brothers nachempfunden. Das Logo filmte Sam Raimi ab. Geschäftsführer von Rosebud Releasing Corp. war Alexander De Benedetti, ein Schwiegersohn des berühmten Filmproduzenten Dino De Laurentiis, unter dessen Ägide filmische Klassiker wie King Kong des Regisseurs John Guillermin von 1976 und Der Wüstenplanet des Regisseurs David Lynch von 1984 entstanden.
In Tanz der Teufel 2 agiert John Casino als persönlicher Stuntman von Hauptdarsteller Bruce Campbell, zum Beispiel in jener Szene, in der Ash die Kellertreppe hinunterstürzt. Als Stuntman war John Casino an Filmen wie Sie leben von Regisseur John Carpenter von 1988 und Strange Days von Kathryn Bigelow von 1995 beteiligt.
Für die Szene, in der eine körperlose Macht quer durch den Wald, durch die Hütte und auf den schreienden Ash zustürmt, fuhr Regisseur Sam Raimi auf einem Motorrad mit montierter Kamera. Dabei musste Raimi die zweite Tür innerhalb der Hütte niederfahren. Für die Szene nach einer Weile der Stille, nachdem sich der Besucher Ed in ein Monster verwandelt hat und merkwürdige Geräusche lärmen, verwendete das Kamerateam eine Anamorphotlinse, um die Wanduhr mit den römischen Ziffern optisch zu verbreitern und somit eine surreale Stimmung zu erzeugen.
Da der riesige monströse Apfelbaumkopf, der zum Finale in die Hütte eindringt und im englischen Original „Rotten Apple Head“ heißt, zu schwer für einen Transport war, vermachte das Filmteam nach Abschluss der Dreharbeiten den gruseligen Monsterkopf einer örtlichen Geisterbahn. Den Apfelbaumkopf gestaltete der Designer Greg Onychuk.

### Casting
Nebendarsteller Dan Hicks bekam die Rolle des groben Hinterwäldlers Jake wegen seiner schlechten lückenhaften Zähne, was der Rollenfigur eine markantere Akzentuierung verlieh.

### Synchronisation
Die deutsche Synchronfassung entstand bei der FFS Film- & Fernseh-Synchron GmbH, München.
| Figur                    | Darsteller            | Deutscher Sprecher |
| ------------------------ | --------------------- | ------------------ |
| Ashley „Ash“ J. Williams | Bruce Campbell        | Christian Tramitz  |
| Annie Knowby             | Sarah Berry           | Katrin Fröhlich    |
| Jake                     | Dan Hicks             | Leon Rainer        |
| Henrietta                | Lou Hancock Ted Raimi | Haide Lorenz       |
| Erzähler                 | (N. N.)               | Christoph Lindert  |

### Fortsetzung oder Neuverfilmung?
Zu Beginn des Films wird die Handlung des ersten Teils noch einmal kurz rekapituliert. Für diese Sequenz konnten aus rechtlichen Gründen nicht einfach Aufnahmen des ersten Teils verwendet werden. Außerdem waren viele Schauspieler des ersten Teils nicht mehr verfügbar. Da Regisseur Raimi wollte, dass der Film für ein breites Publikum und dadurch auch für Leute verständlich ist, welche den ersten Teil nicht gesehen hatten, entschloss er sich, die Rückblende auf die Geschehnisse von Teil 1 neu zu drehen. Diese unterscheiden sich aber von den Geschehnissen im ersten Teil dadurch, dass nicht fünf Personen in der Hütte verbracht haben, sondern Ash dort alleine mit seiner Freundin Linda war. Auch wurden die Aufnahmen des Professors nicht im Keller, sondern nun in einem der Wohnräume gefunden.
Auch widerspricht die Darstellung der eigentlichen Handlung der Fortsetzung teilweise den Ereignissen im Vorgänger: So stellt Ash etwa fest, dass die Brücke, über welche er zu der Waldhütte gelangt ist, nicht mehr besteht. Diese Erkenntnisse hatte er jedoch schon im ersten Teil, wo er mit dem Wagen die sich ängstigende Cheryl zurückfahren wollte. Dass sich die besessene Frau des Professors in dem durch eine Bodenluke zugänglichen Obstkeller aufhält, widerspricht ebenfalls dem ersten Teil, wo Ash und Scotty bereits den Keller durchsucht hatten und dort nur auf die Aufzeichnungen des Professors gestoßen waren und später die besessene Cheryl dort eingesperrt hatten.
Dadurch entsteht der Eindruck, dass es sich weniger um eine Fortsetzung, als vielmehr um eine Neuverfilmung handelt.

## Kritiken
Tanz der Teufel II wurde auf der Rotten Tomatoes von 95 % der Kritiker positiv bewertet, wobei 60 Rezensionen gezählt wurden. Das Fazit der Seite: „Durch die Erhöhung der Spezialeffekte und Slapstick-Gore ist Tanz der Teufel II genauso gut – wenn nicht sogar besser – als das Original.“
Das Lexikon des internationalen Films schrieb, „die handwerklich routinierte Anhäufung von drastischen Szenen des Horrorfilms, einer Vielzahl von einschlägigen Zitaten und Anflügen makabren Humors“ koste „Zuschauerängste genüßlich aus“ und spiele „nekrophil und süffisant mit Unappetitlichkeiten und Schreckmomenten“.
Cinema resümierte: „Makaber, geschmacklos, blutig: Das ist Kult.“

## Veröffentlichungen
Die ursprüngliche deutsche Kinofassung wurde um knapp 60 Sekunden gekürzt. Auch die Veröffentlichungen auf LaserDisc und VHS mit FSK nicht freigegeben unter 18 Jahren wurden gekürzt. Die Jahre später erschienene DVD-Fassung der Firma Kinowelt präsentierte den Film erstmals ungekürzt in deutscher Fassung. Kurz darauf veröffentlichte Kinowelt noch eine, nur geringfügig geschnittene, FSK-16-Fassung.
Seit Jahren hält sich zudem das Gerücht, dass der Film schon in den Vereinigten Staaten für ein so genanntes R-Rating gekürzt werden musste und noch weitere Szenen existieren sollen. Dies wurde aber zwischenzeitlich von Sam Raimi dementiert; zwar gibt es Bilder einiger Szenen, die so im Film nicht vorkommen, aber es handelt sich hierbei nur um Produktionsfotos. Im September 2013 erschien dennoch in Deutschland ein zuvor unveröffentlichter Extended Cut des Films. Im Juni 2016 wurde der Film in der ungeschnittenen Fassung ab 16 freigegeben. Am 14. Februar 2019 wurde der Film in einer restaurierten Version als 4K bzw. UHD-Blu-Ray veröffentlicht.
In England nahmen Zensoren Anstoß an jener Szene, in der Ash in der Hütte bewusstlos am Boden liegt und ihm der ruppige Hinterwäldler Jake gegen den Kopf tritt, weshalb in dem europäischen Insel-Staat diese Szene der Schere zum Opfer fiel. In Bezug auf diese fragwürdige britische Zensurmoral erklärt Hauptdarsteller Bruce Campbell im Audiokommentar der Blu-ray von Tanz der Teufel 2 verwundert: „Man darf Köpfe, Beine, Arme abhacken, aber keinen Bewusstlosen treten.“

## Trivia
- Während der Dreharbeiten entstand eine Szene, in der Ash dämonisch verflucht ein lebendes Eichhörnchen verspeist, allerdings verwarf das Filmteam die gedrehte Szene, die es deshalb nicht in den fertigen Film schaffte.[17] Mittlerweile kann man diese entfallene Squirrel-Szene im Internet auf YouTube finden.
- In der Szene in der Werkstatt, wenn Ash die umgebaute Kettensäge als rechte Handprothese trägt und er das abgesägte Gewehr in das Halfter hinter seinem Rücken steckt, sagt Ash im englischsprachigen Original das für seine Figur typische Wort: „Groovy!“ In der deutschen Synchronisation, in der dieser Ausdruck verloren ging, spricht er stattdessen den Satz: „Wir kommen!“[18] Darüber hinaus raunen zwei riesige dämonische Augen, die am Anfang des Horrorfilms an der Vorderseite der Waldhütte erscheinen, im englischen Original die Worte „Join us!“, die auch im ersten Teil vorkommen. In der deutschen Übersetzung flüstern die großen Dämonenaugen: „Komm zu uns!“
- Die Maske des dämonisch besessenen Ash entwarf Maskenbildner Howard Berger.[19]
- Im Horrorfilm The Hills Have Eyes von 1977 wird ein kaputtes Filmplakat von Der weiße Hai von 1975 gezeigt. Mit diesem symbolischen Gegenstand wollte das Filmteam zum Ausdruck bringen, dass der Film „The Hills Have Eyes“ furchterregender sei als der weiße Hai. Im ersten Teil von „Tanz der Teufel“ griff das Team von Regisseur Sam Raimi diesen Scherz auf, indem die Crew im Keller ein zerrissenes Filmplakat von „The Hills Have Eyes“ an die Wand hängte. Diese unterschwellige Kommunikation zwischen den Filmemachern setzte sich fort, indem im ersten Teil von A Nightmare on Elm Street von 1984 auf einem Fernseher „Tanz der Teufel“ läuft. In der Fortsetzung „Tanz der Teufel II – Jetzt wird noch mehr getanzt“ hängt dagegen der Klingenhandschuh von Serienmörder Freddy Krueger im Keller der Hütte links neben einer Tür – zu sehen in der Szene, wenn sich Ash in den Keller begibt, um die weggeworfenen Seiten des Totenbuches Necronomicon zu suchen. Dies kann man als gegenseitige Hommage der Filmemacher deuten.[20]
- Um der Pfütze, in die Ash am Filmanfang kopfüber fällt, eine spezielle Farbe zu verleihen, gab das Team einen Farbstoff ins Wasser. Ferner musste beim Dreh darauf geachtet werden, dass Schauspieler Bruce Campbell unter Wasser die weißen Dämonen-Kontaktlinsen nicht verliert und kein Dreck in seine Augen gelangt.[21]
- Der nackte, kopflose Frauenkörper, der im nächtlichen Wald einen bizarren Tanz aufführt, wurde als Puppe von Steve Wang gebaut und von Animationstechniker Doug Beswick in Bewegung gebracht. Eine Schauspiellehrerin schrieb die Choreografie für diesen unheimlichen Leichen-Tanz. Außerdem waren die Spezialeffekte-Künstler Michael Trcic und Rick Catizone an der Verwirklichung des Horrorfilms beteiligt. Für den Bau der Kulissen war Designer Philip Duffin verantwortlich.
- In einer Szene, in der Ash von seiner eigenen Hand, die dämonisch beeinflusst ist, attackiert wird und die böse Hand weiße Teller auf seinem Kopf zerschlägt, macht Ash einen Salto und landet unsanft auf dem Rücken. In Bezug auf diese Szene erzählte Schauspielerin Ellen Sandweiss, die früher dieselbe Highschool besuchte wie Campbell, während einer Podiumsdiskussion auf der Horrorfilm-Convention „Flashback Weekend“ in Chicago, Illinois, im Juli 2005: „Ich kenne Bruce ja aus der Schule. Er hat immer wieder Überschläge im Gang gemacht. Er landete meist auf dem Rücken und seine Bücher flogen durch die Gegend.“[22] Beim Geschirr, das auf dem Kopf von Ash zerbricht, handelte es sich um Restposten, ungebranntes Porzellan, das deshalb leichter zerbrach beim Zerschmettern.[23] Mit dem Thema der teuflischen Hand hatten sich Schauspieler Bruce Campbell und Regisseur Sam Raimi bereits 1979 in dem gemeinsam gedrehten Kurzfilm „Attack of the Helping Hand!“ beschäftigt.[24] In diesem sechsminütigen Kurzfilm, in dem Sam Raimi einen Milchmann spielt, wird eine Hausfrau von einem mordlustigen Küchenhandschuh angegriffen. Die wandelnde Hand in „Tanz der Teufel 2“ entwarf der Künstler Larry Odien.
- Um den durchgesägten und mit silbernem Gaffer-Tape abgebundenen rechten Arm von Ash möglichst authentisch darzustellen, versteifte eine eingeschobene Stahlplatte unter dem Ärmel das Handgelenk von Schauspieler Bruce Campbell, so dass er sein Handgelenk nicht bewegen konnte.[25]
- Für die Szene, in der aus einem Loch in der Wand eine Blutfontäne ins Gesicht von Ash strömt, musste die Hüttenkulisse um 90 Grad zur Seite gekippt werden, um durch die Schwerkraft einen blutigen Wasserfall zu erzeugen.[26]
- Für die Szene mit dem lachenden Hirschkopf an der Wand und dem Mobiliar, das in das verrückte Lachen einstimmt, nahmen alle Mitarbeiter der Filmcrew ihre persönliche Lache auf, woraus der räumliche Chor des Lachens tonal erstellt wurde. Sämtliche Gegenstände, die in dieser Szene zu hüpfen und zu wackeln beginnen, zum Beispiel die Wanduhr, die beiden leuchtenden Stehlampen und ein Papierkorb, wurden unter Leitung der beiden Requisiteure Tony Elwood und Blanche Sindelar händisch von den Crewmitgliedern unsichtbar bewegt.[27]
- In der Szene, in der Ash in den Zeitstrudel gesaugt wird und sich panisch in der Hütte festklammert, hatte Schauspieler Bruce Campbell Ketten an den Füßen, die ihn in eine waagrechte Position zogen. Die Schlussszene mit den mittelalterlichen Rittern, die um Ash herumstehen, wurde in einer Kiesgrube gedreht. In dieser Szene hat Regisseur Sam Raimi einen Cameo-Auftritt als jener Ritter, der das Visier seines Helms öffnet und Ash als den rettenden Erlöser preist.[28]
- Das altertümliche Totenbuch hatte im ersten Teil Tanz der Teufel noch den Titel Naturon Demonto, wurde dann aber zu Ehren von Schriftsteller H. P. Lovecraft im zweiten Teil in Necronomicon Ex-Mortis (siehe Necronomicon) umbenannt.
- In der Szene, in der Ash vom dämonischen Monster Henrietta angegriffen wird, singt das Mädchen Annie das amerikanische Wiegenlied „The Mockingbird Song“, um ihre gewandelte Mutter abzulenken. Dasselbe Lied singt ihre Mutter Henrietta zuvor in einem Moment der Klarheit, wenn sie im Keller eingesperrt durch die verkettete Bodenluke schaut. Von diesem volkstümlichen Wiegenlied gibt es zahlreiche Versionen, zum Beispiel eine freie Interpretation des HipHop-Sängers Eminem von 2005. In der TV-Serie Ash vs Evil Dead von 2015 singt in der zweiten Episode Köder der ersten Staffel eine untote, bösartige Mutter ihrer Tochter dieses Lied in deren abgedunkeltem Jugendzimmer vor, bevor es zu einem blutigen Kampf kommt. Außerdem erfährt die Schraubstock-Szene mit dem abgetrennten Kopf des Mädchens Linda, in der Handlung 30 Jahre später, in dieser Fernsehserie ihre Fortsetzung (Staffel 1, Episode 8: Ash vs. Ash).
- Wenn Ash mit dem Gewehr den am Boden liegenden Monster-Kopf der dämonisch gewandelten Frau Henrietta zerschießt, handelt es sich um eine echte funkensprühende Explosion, weshalb alle anwesenden Personen dafür den Raum zur Sicherheit verlassen mussten. Im Kostüm der monsterhaften Dämonin Henrietta steckt Schauspieler Ted Raimi, der jüngere Bruder von Regisseur Sam Raimi, der bereits im ersten Teil von „Tanz der Teufel“ als Double ausgeholfen hatte.[29]
- In der deutschsprachigen Synchronisation leiht Norbert Gastell dem Wissenschaftler Professor Knowby auf dem Tonbandgerät seine Stimme.[30] Im englischsprachigen Original erklingt, wenn Ash das Tonband abspielt, die Stimme des Schauspielers John Peaks. Norbert Gastell erlangte große Popularität als deutsche Stimme der Figur Homer Simpson in der TV-Zeichentrickserie Die Simpsons. Außerdem sprach Gastell den perfiden Onkel Les im Horrorfilm Braindead von 1992.
- In Musikvideos wie Everlong von den Foo Fighters oder Love? der Band Strapping Young Lad existieren zahlreiche Anspielungen auf den Film.
- Von einer Hand, die ein mörderisches Eigenleben entwickelt, erzählt auch der Horrorfilm Die Hand von Regisseur Oliver Stone mit Schauspieler Michael Caine von 1981. Ferner gibt es die Horrorkomödie Die Killerhand mit den Schauspielern Devon Sawa und Jessica Alba von 1999. In der TV-Serie und den Spielfilmen von The Addams Family tritt das Eiskalte Händchen auf. In dem spätexpressionistischen Horrorstummfilm Orlac’s Hände von 1924 bekommt ein Pianist nach einem Unfall die Hände eines hingerichteten Mörders transplantiert, die anschließend die Taten ihres ursprünglichen Besitzers fortsetzen.